# Kolektiv tYhle
Kolektiv tYhle je česko-francouzské uskupení umělců a umělkyň, kteří se zabývají fyzickým a pohybovým divadlem, tancem, performativním a vizuálním uměním. Kolektiv působí v České republice a své umělecké projekty dále uvádí ve Francii, Rakousku, Německu a v dalších zemích.
Název tYhle vznikl jako odkaz na Generace Y. Písmeno Y podle kolektivu vyjadřuje průnik různých linií, směrů a inspirací a tYhle tak fungují jako prostor, ve kterém se různí umělci a umělkyně potkávají a tvoří.

## Historie
Kolektiv vznikl na základě spolupráce Lukáše Karáska a Florenta Golfier-Brechmanna, kteří se seznámili během studia na JAMU. Po několika společných projektech založili v roce 2015 spolek tYhle. Následně se k nim připojila světelná designérka Zuzana Režná a scénografka/choreografka Marie Gourdain.
V roce 2022 byl kolektiv nominován na cenu Česká divadelní DNA, kterou uděluje Nová síť.

## Inscenační projekty
- Tešlon a Frkl, premiéra: 13. 3. 2013, Studio Marta, Brno
- Les Fantômes, první provedení: 15. 1. 2014, Wannieck Gallery, Brno
- Umbilicus, první uvedení: 20. 9. 2014, Alfred ve dvoře, Praha
- πr² – pierer, první uvedení: 4. 10. 2015, festival Přes čáru, Brno
- Un, první uvedení: 7. 1. 2016
- Výš, premiéra: 20. 9. 2016, Alfred ve dvoře, Praha
- LEGOrytmus, 28. 5. 2017, Studio ALTA – Den Prahy 7, Praha
- Medúza, 12. 12. 2018, Studio ALTA, Praha
- Zápas s jazykem, 12. 12. 2019, Divadlo na cucky, Olomouc
- Obývací pokoj, první provedení: 10. 12. 2020, premiéra: 27. 5. 2021
- Mu---Tation, online premiéra: 14. 12. 2020, živá premiéra: 11. 10. 2021
- Suitcaseboarding, premiéra outdoor: 10. 6. 2021, Cirkopolis; indoor: 18. 2. 2023, Cirkopolis, Divadlo PONEC
- Icarus, premiéra: 26. 9. 2021, Mezinárodní festival Tanec, Praha
- Atlas, premiéra: 12.–15. 10. 2021, Terén – Centrum experimentálního divadla, Brno
- Seismic, 22. 11. 2022, Divadlo PONEC, Praha; nominovánu na Cenu divadelních novin[2] a na Cenu Thálie[3]
- Na kraji krajina, premiéra: 14. 9. 2024, Švestkový dvůr, Malovice
- (Ne)boj, premiéra: 14. 2. 2025, Divadlo X10, Praha

## Další projekty

### N.A.Toˇ – Nose Assembly for Tomorrowˇ
Kolektiv tYhle v letech 2023 a 2024 uspořádal setkání lidí, kteří se zabýváji spojením klaunství a aktivismu. Součástí těchto setkání byly klaunské workshopy a klaunsko-aktivistické intervence do veřejného prostoru. Ze setkání vznikl klaunsko-aktivistický toolkit, který shrnuje filosofii a metody těchto setkání.

### Blurrylingualism
Jedná se o projekt uměleckého výzkumu Florenta Golfier-Brechmanna, Baxi Ostrowského a Michaela Dašková, který se zaměřil na vztah vícejazyčnosti a choreografie. Výstupem projektu jsou originální choreograficko-lingvistická cvičení.

## Galerie

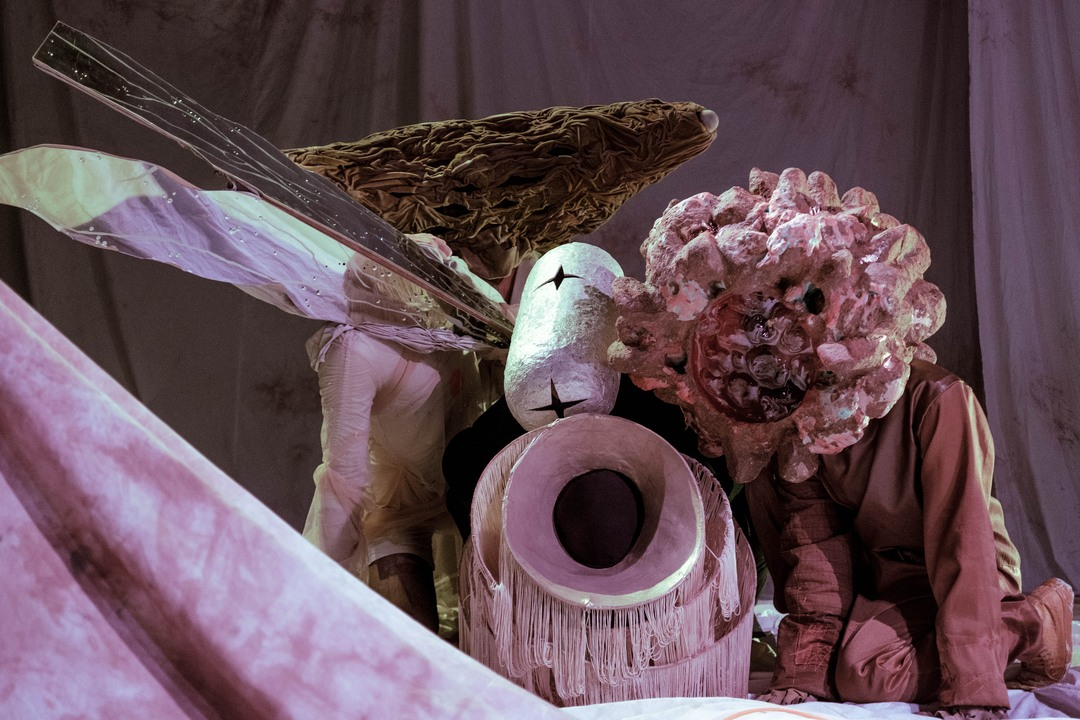
Na kraji krajina (2024)
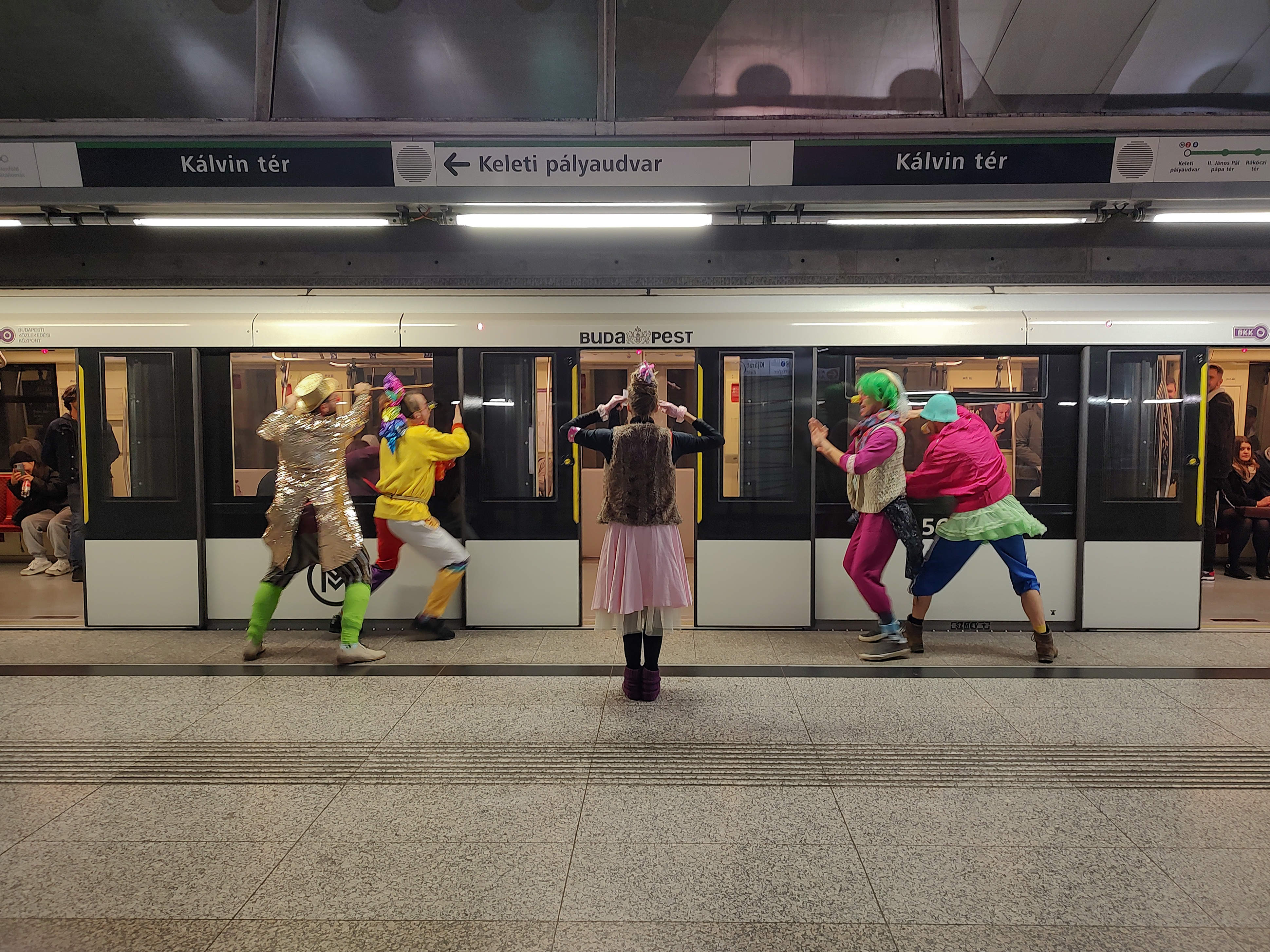
N.A.Toˇ – Nose Assembly for Tomorrowˇ (2023–2024)
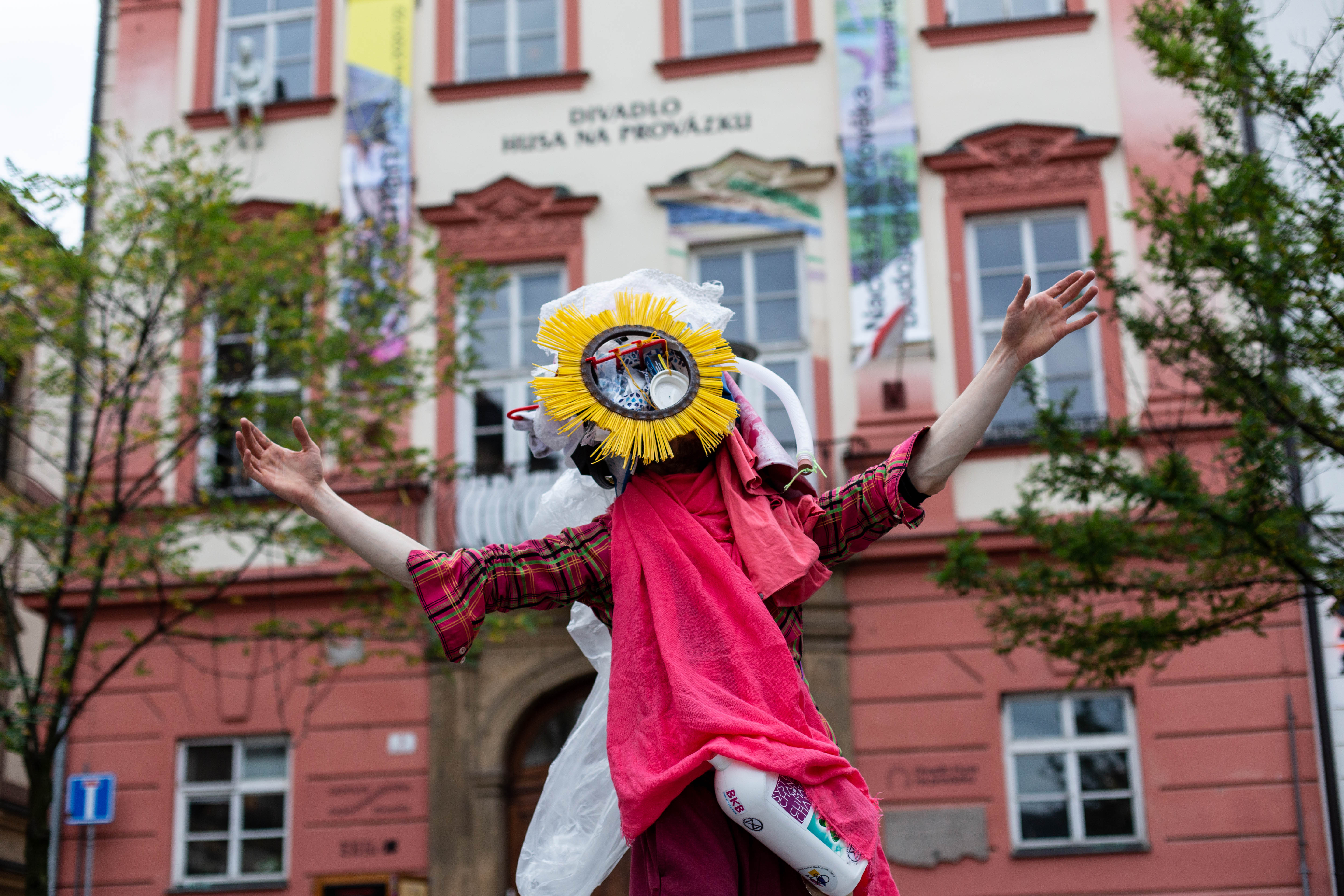
Atlas (2021)
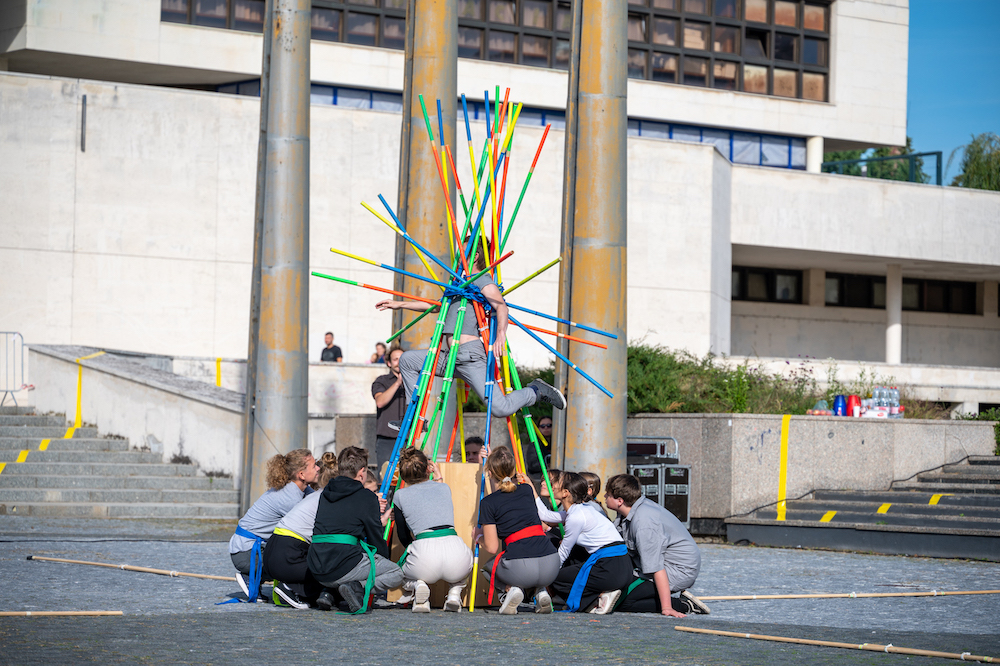
Icarus (2021)
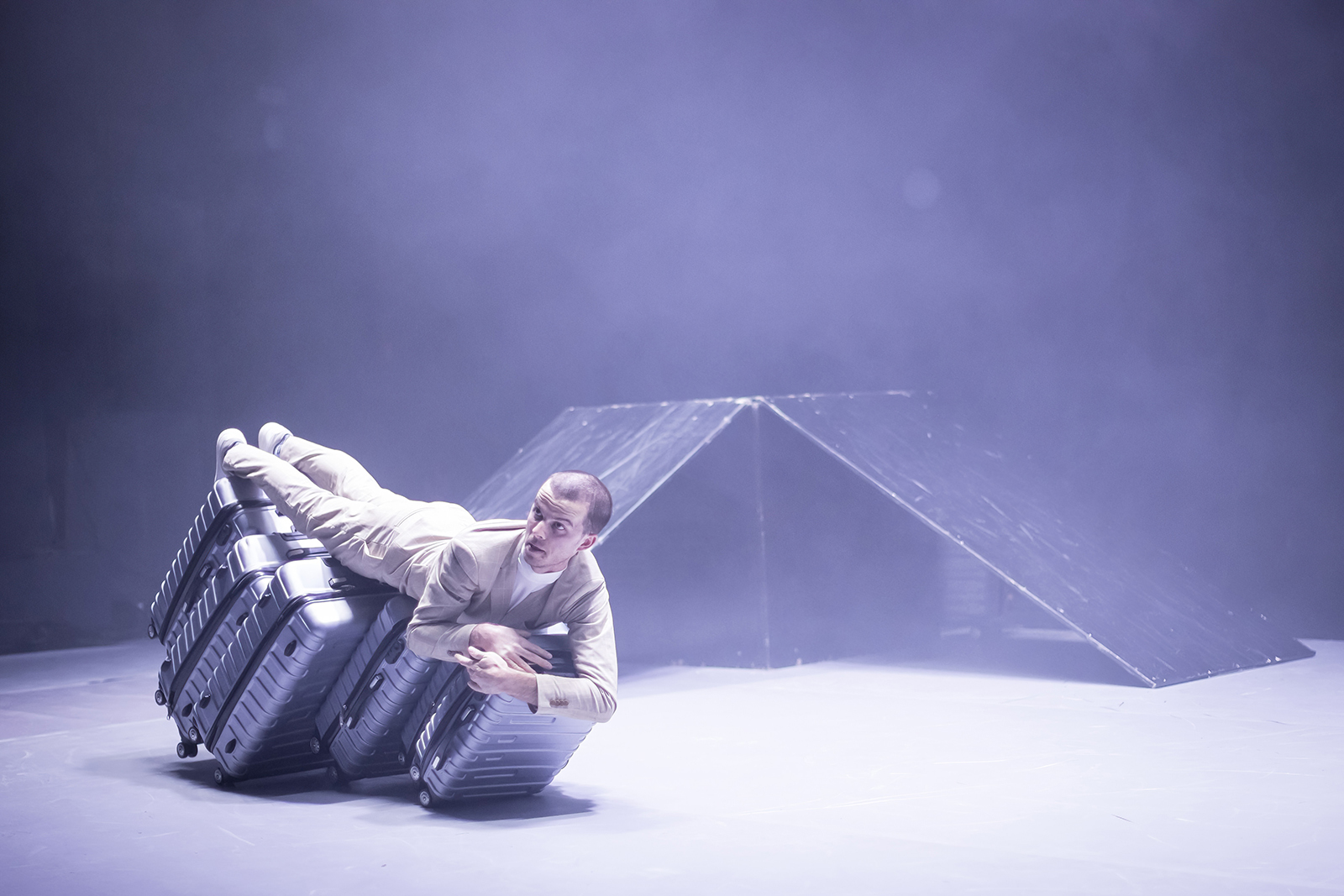
Suitcaseboarding (2021, 2023)
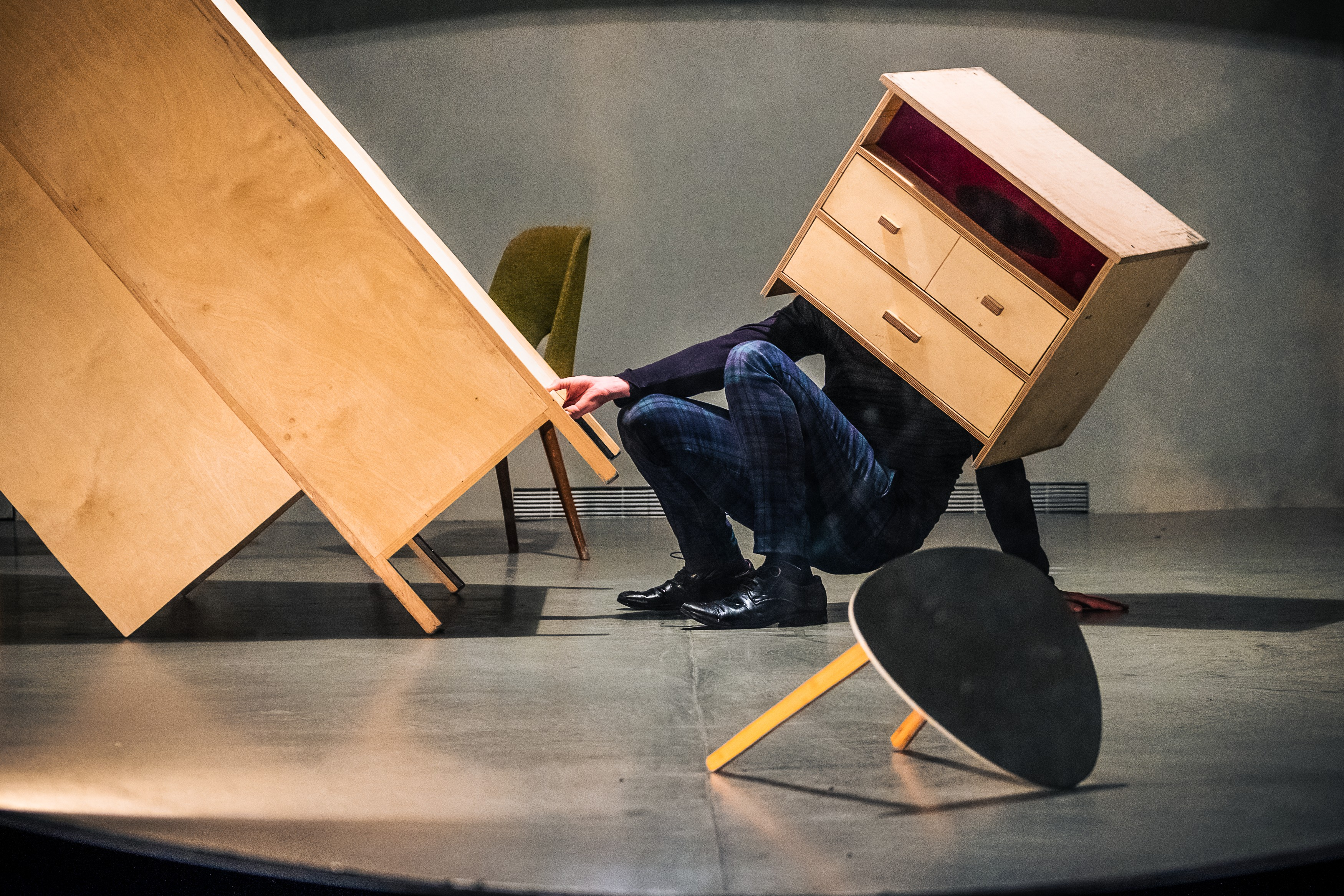
Obývací pokoj (2020)
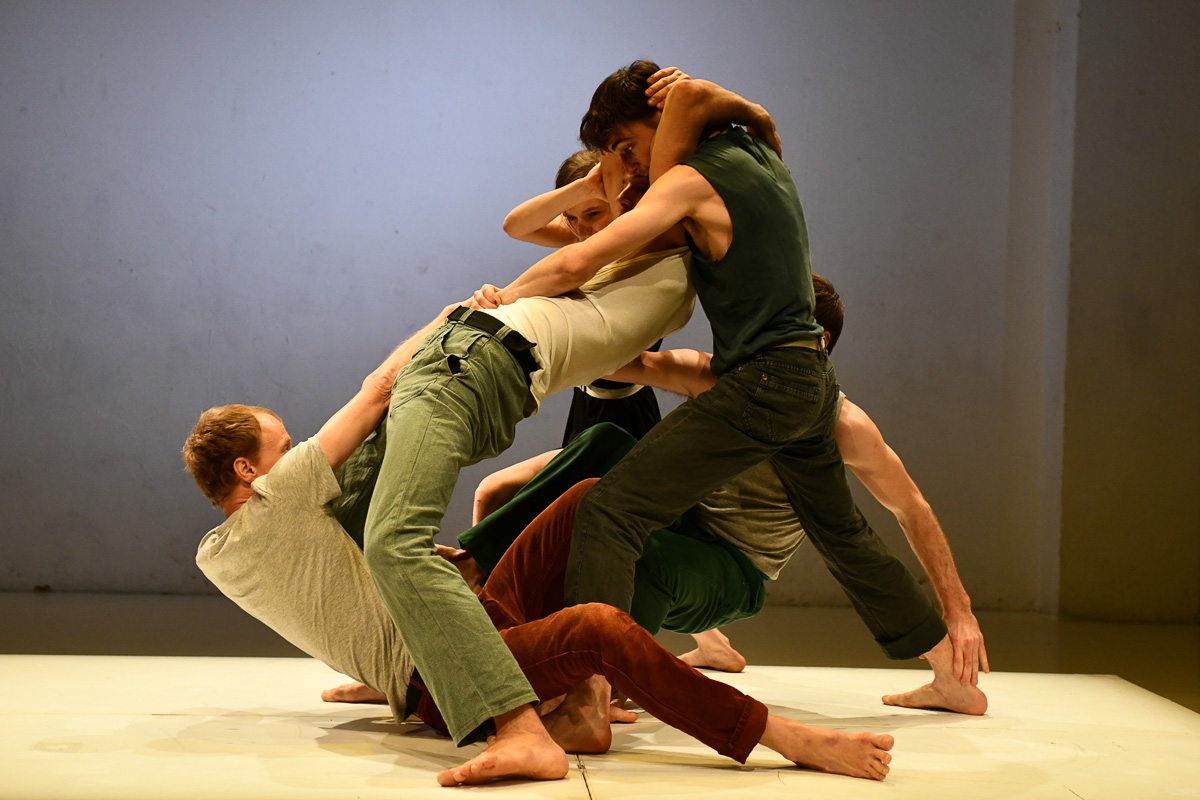
Medúza (2018)
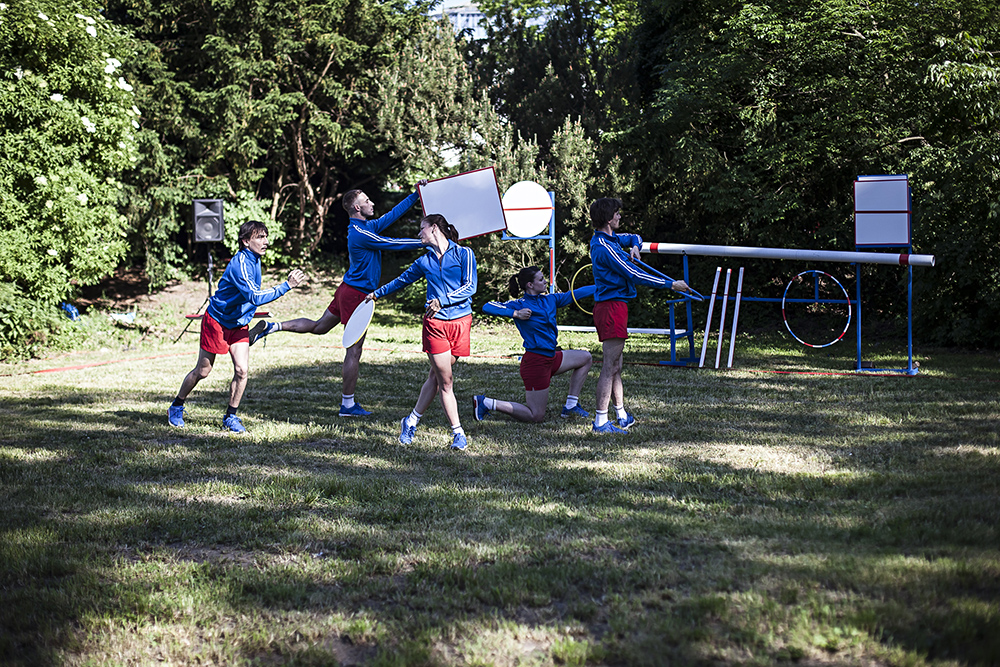
LEGOrytmus (2017)